# Heinrich von Maur
Karl Theodor Alexander Heinrich von Maur (Ulm, 19 juli 1863 - Stuttgart, 10 april 1947) was een Duitse officier en General der Artillerie tijdens de Tweede Wereldoorlog. Hij was ook een SS-Obergruppenführer in de Schutzstaffel.

## Leven
Op 19 juli 1863 werd Heinrich von Maur in Ulm geboren. Maur trad op 1 oktober 1881 in dienst van het Württembergs leger en werd als Fahnenjunker bij het Feldartillerie-Regiment „Prinzregent Luitpold von Bayern“ (2. Württembergisches) Nr. 29 geplaatst. Vanaf maart tot december 1882 zat hij op de Kriegschule Hannover  (militaire school). Op 9 mei 1882 werd hij bevorderd tot Fähnrich. Daarna werd Maur op 5 februari 1883 bevorderd tot Sekondeleutenant.

### Eerste Wereldoorlog
Met de uitbraak van de Eerste Wereldoorlog werd zijn regiment gemobiliseerd en aan het Westfront ingezet. Maur vocht tijdens de Slag bij Longwy, om de Maasovergangen en Varennes te veroveren. Aansluitend werd het regiment naar Noord-Frankrijk verlegd, en vocht bij Lille en Ieper. Begin december 1914 werd hij van het front teruggetrokken, en er volgde andere inzetten in Polen, en veldslagen bij Łowicz en Rawka-Bzura.
Op 24 december 1914 gaf Maur zijn commando weer af, en werd tot commandant van de 79. Reserve-Feldartillerie-Brigade in de 79. Reserve-Division benoemd. Zo kon hij zich voor het eerst tijdens de Tweede Slag bij de Mazurische Meren bewijzen. Deze werd gevolgd door de veldslag bij Bóbr en de loopgravenoorlog bij Augustow. Midden in de zomer van 1915 kwam het front weer in manoeuvre-oorlogsvoering met de bestorming van het fort Kowno. Hierop volgde de slag bij Memel, en begin oktober 1915 de slag bij Wilna. Na het bereiken van de Krewo-Smorgon linie, ging de brigade terug in een loopgravenoorlog. Op 27 januari 1916 volgde zijn bevordering tot Generalmajor. Vanaf 5 juni 1916 keerde Maur aan het Westfront terug. En hij nam het commando van de 26. Reserve-Feldartillerie-Brigade over, die hij tijdens de Slag aan de Somme commandeerde. Vanaf februari 1917 functioneerde hij als Artillerie-Kommandeur Nr. 122, daarop volgde op 12 maart 1917 zijn benoeming tot commandant van de 27. Division (2. Königlich Württembergische). Deze eenheid bevond zich als trainingsdivisie tijdens een leiderschapscursus in Valenciennes-Solesmes, en ging vervolgens in gevecht tijdens de lenteslag. De divisie was in staat om de haar toegewezen sectie in Bullecourt te verdedigen tegen een numeriek veruit superieure vijand die uitgerust was met tanks; ze sloeg alle aanvallen van Britse en Australische troepen af. Voor deze successen werd Maur op 20 mei 1917 met het Pour le Mérite onderscheiden.
Na drie maanden loopgravenoorlog, nam de divisie aan de Derde Slag om Ieper deel. In het voorjaar nam zijn eenheid samen met het 2e Leger aan lenteoffensief deel. Het was in staat grote terreinwinst te behalen, voordat het weer in de verdediging moest. Ten slotte vocht de divisie tijdens het Maas-Argonne-offensief tot de wapenstilstand van 11 november 1918 van kracht werd.

### Interbellum
Na het einde van de oorlog leidde Maur zijn divisie terug naar huis, waar de eenheid eerst werd gedemobiliseerd en uiteindelijk werd opgeheven. Aansluitend kreeg Maur op 1 oktober 1919 de leiding over het afwikkelingsbureau van het XIII. (Königlich Württembergisches) Armee-Korps. Hij bekleedde deze functie tot 3 november 1919, toen hij met pensioen ging en tegelijkertijd het Charakter van een Generalleutnant verleende werd.
In het wintersemester van 1919/1290 volgde Maur een studie aan de Universiteit van Stuttgart, die hij vanaf 1919 tot november 1922 weer aan de Universiteit van Tübingen voortzette. In februari 1922 behaalde hij bij Theodor von Pistorius zijn Dr. sc. pol (wetenschappelijke promotie) met het proefschrift Über die Kaufkraft des Geldes im neuzeitlichen Verkehr. Op 30 november 1924 behaalde hij zijn doctoraat.
Vanaf 30 november 1924 tot juni 1933 was Maur president van de Württembergse oud-strijdersbond. Op 1 januari 1934 tot Landesführer van het Landesverbandes Südwest van de SA Reserve II  benoemd. Deze functie bekleedde hij tot maart 1935. Hierna was hij Landesführer van het Landesverbandes Südwest van het Deutschen Reichskriegerbundes  (vrije vertaling: Duitse Rijksoud-strijdersbond), hij oefende deze functie vanaf 1 januari 1936 tot 11 augustus 1936 uit. Daarna werd Maur  benoemd tot Landesführer van het Landesverbandes Württemberg-Hohenzollern van de Reichskriegerbundes en Ehrenführer Landesverbandes Baden van de Reichskriegerbundes. Op 13 september 1936 werd Maur van de Schutzstaffel lid, hij werd als SS-Standartenführer ingeschaald. Daarna werd hij bij de staf van de SS-Oberabschnitt Südwest in Stuttgart geplaatst. Deze SS-Oberabschnitt stond onder het bevel van SS-Gruppenführer Otto Hofmann. Op 20 april 1937 werd Maur  bevorderd tot SS-Oberführer. Hij werd op 1 mei 1937 benoemd tot Ehren-Gaupropagandaleiter/Gau Württemberg-Hohenzollern und für Wehrkreiskommando V und Beauftragter für das Militarische Vortragwesens/Gau Württemberg-Hohenzollern und Ehren-Gaukriegerführer des Gaukriegerverbandes Südwest, deze functies bekleedde hij tot het einde van de oorlog. Op 20 april 1939 werd hij  bevorderd tot SS-Brigadeführer. Vanwege de viering van de Slag bij Tannenberg werd Maur op 27 augustus 1939 met het Charakter als General der Artillerie a. D. beloond.

### Tweede Wereldoorlog
Over zijn activiteiten tijdens de Tweede Wereldoorlog is niks bekend. Maur werd nog bevorderd in de Schutzstaffel op 9 november 1942 tot SS-Gruppenführer, en op 19 juli 1944 tot SS-Obergruppenführer.

## Na de oorlog
Over het verdere verloop van zijn leven is niets bekend. Op 10 april 1947 overleed hij in Stuttgart.

## Militaire carrière
Heer
- Charakter als General der Artillerie a. D.: 27 augustus 1939[2][3] (Tannenbergdag bevordering)
- Charakter als Generalleutnant: 3 november 1919[2][3]
- Generalmajor: 27 januari 1916[2][3]
- Oberst: 22 maart 1913[2][3]
- Oberstleutnant: 20 april 1910[2][3]
- Major: 18 juni 1903[2][3]
- Hauptmann: 16 juni 1896[3] - 17 november 1896[2]
- Premierleutenant: 24 februari 1892[2][3]
- Sekondeleutenant: 5 februari 1883[2][3]
- Fähnrich: 9 mei 1882[3]
- Fahnenjunker: 1 oktober 1881[1]

SS
- SS-Obergruppenführer: 19 juli 1944[1][3]
- SS-Gruppenführer: 9 november 1942[1][3]
- SS-Brigadeführer: 20 april 1939[1][3][4]
- SS-Oberführer: 20 april 1937[1][3][5]
- SS-Standartenführer: 13 september 1936[3][5]
- SS-Mann: 13 september 1936[3]

## Lidmaatschapsnummers
- NSDAP-nr.: 5 890 310 (lid geworden 1 mei 1937[1][3])
- SS-nr.: 276 907 (lid geworden 13 september 1936[1][3])

## Onderscheidingen
- Pour le Mérite[4] (4911) op 20 mei 1917 als Generalmajor en Commandant van de 27e Infanteriedivisie[1][2][3][6]
- IJzeren Kruis 1914, 1e Klasse[4] (22 oktober 1914[1][3]) en 2e Klasse (9 september 1914[1][3])
- Kruis voor Oorlogsverdienste, 1e Klasse (1 september 1944[1][3]) en 2e Klasse (1939 (zonder Zwaarden)[1][3]) (6 maart 1942 (met Zwaarden)[1])
- Erekruis voor Frontstrijders in de Wereldoorlog[1][4] in 1934[3]
- Frederiks-Orde, 3e Klasse op 25 september 1901[3]
- Frederiks-Orde, 2e Klasse met Zwaarden op 16 november 1917[3]
- Erekruis voor Militaire Dienst (Württemberg), 1e Klasse op 6 december 1906 (25 dienstjaren)[1][3]
- Kroonorde (Pruisen), 2e Klasse (3 mei 1912[3]) en 3e Klasse (25 februari 1910[1][3])
- Officierskruis in de Orde van Militaire Verdienste (Beieren) op 2 mei 1913[1]
- Militaire Orde van Verdienste (Württemberg), 3e Klasse op 12 oktober 1914[3]
- Kroonorde (Pruisen), 2. Klasse met Zwaarden op 15 augustus 1916[3]
- Orde van de Rode Adelaar, 2e Klasse met Zwaarden op 13 september 1916[3]
- Orde van de Rode Adelaar, 4e Klasse op 13 september 1899[1][3]
- Commandeur der Eerste Klasse in de Kroonorde (Württemberg) met Zwaarden[3] op 15 augustus 1916[1]
- Erekruis in de Kroonorde (Württemberg)[1]
- Ridderkruis der Eerste Klasse in de Frederiks-Orde met Zwaarden[3] op 25 februari 1901[1]
- Centenarmedaille op 22 maart 1897[1][3]
- Orde van Militaire Verdienste (Beieren), 2e Klasse met Zwaarden op 26 januari 1917[3]
- Orde van Militaire Verdienste (Beieren), 4e Klasse Zwaarden op 14 december 1914[1][3]
- China-Herdenkingsmunt (stalen medaille) op 25 juli 1902[1][3]
- Orde van Verdienste van de Pruisische Kroon, 3e Klasse op 27 januari 1912[3]
- Ehrendegen des Reichsführers-SS[4][5] op 1 december 1937[3]
- SS-Ehrenring op 1 december 1937[3][4]
- Grootofficier in de Militaire Orde van Verdienste[1]